# Tikhon Rabotnov
Tikhon Alexandrovitch Rabotnov (en russe, Ти́хон Алекса́ндрович Рабо́тнов), né le 6 août 1904 à Iaroslavl et mort le 16 septembre 2000, est un botaniste soviétique et russe de renom international, spécialiste de praticulture et de géobotanique.

## Carrière
Rabotnov étudie l'agronomie à l'université de Iaroslavl, dont il sort en 1924. Il consacre ensuite quarante ans de sa vie à l'institut d'État de praticulture de Lobnia, près de Moscou. Il est aspirant au doctorat en 1936 dans le domaine de l'agriculture et des sciences biologiques et docteur en sciences biologiques en 1949.
Rabotnov donne à l'université de Moscou des cours de praticulture à partir de 1948, de phytocénologie entre 1968 et 1994, d'histoire de la géobotanique jusqu'en 1998. Il est professeur, puis directeur de la chaire de géobotanique de la faculté de biologie de l'université de Moscou entre 1968 et 1981, période pendant laquelle il prépare une trentaine de candidats au doctorat. Il est l'auteur de plus de cinq cents publications, gagnant un renom certain à l'étranger.
Tikhon Rabotnov reçut l'ordre de Lénine et le prix d'État de l'URSS (1960). Il était membre de la Société botanique de Russie, de la Société des naturalistes de Moscou, de la Société botanique de Tchécoslovaquie et de la British Ecological Society.
Il est décédé le 16 septembre 2000. Il est enterré au cimetière Khovanskoïe, à Moscou.

## Quelques publications
- Жизненный цикл многолетних травянистых растений в луговых ценозах [Le Cycle pluriannuel des plantes herbacées dans les cénoses de prés] // Тр. БИН АН СССР, сер. 3. Геоботаника. 1950. 6. p. 7-204.
- Травянистые растения СССР : В 2-х т. [Les plantes herbacées d'URSS] / Под ред. Т. А. Работнова. — Moscou: Мысль, 1971.
- О биогеоценозах [À propos des biogéocénoses] // Бюллетень МОИП. Отдел биологический. — 1976. — Т. 81, вып. 2.
- Фитоценология: учебное пособие для биологических факультетов вузов [Manuel de phytocénologie pour les facultés de biologie des universités] / Т. А. Работнов. — Moscou: Изд- во МГУ, 1978. — 384 pages.: ил.
- Луговедение [Praticulture] / Т. А. Работнов. — 2-е изд. — Moscou.: МГУ, 1984. — 320 pages.
- Фитоценология: учебное пособие для вузов [Manuel de phytocénologie pour les universités] / Т. А. Работнов. — Moscou: Изд- во МГУ, 1992.- 352 pages: ил.
- История фитоценологии: Учебное пособие [Histoire de la phytocénologie]. — Moscou: Аргус [Argus], 1995. — 158 pages — 1 000 exemplaires. —  (ISBN 5-85549-074-2)
- Экспериментальная фитоценология: Учебник. [Manuel de phytocénologie expérimentale], Moscou, 1998

### Traductions en allemand
- Phytozönologie: Struktur und Dynamik natürlicher Ökosysteme. 243 pages. 1992 Ulmer Verlag, Stuttgart.

### Traductions en anglais
- Peculurities of the structure of polydominant meadow communities. Vegetatio 13: 109-116, 1966.
- On coenopoulations of perennial herbaceous plants in natural coenoses. Vegetatio 19: 87-95, 1969.
- Consortia, the importance of their study for phyto-coenology. Folia Geobot. Phytotax. 7: 1-8, 1972.
- Dynamics of plant coenotic populations. In: White. J. (ed.) The population structure of vegetation, p. 121-178. Junk, Dordrecht, 1985.

## Source
- (ru) Cet article est partiellement ou en totalité issu de l’article de Wikipédia en russe intitulé « Работнов, Тихон Александрович » (voir la liste des auteurs).